# エッグズ・アンド・ブレインズ

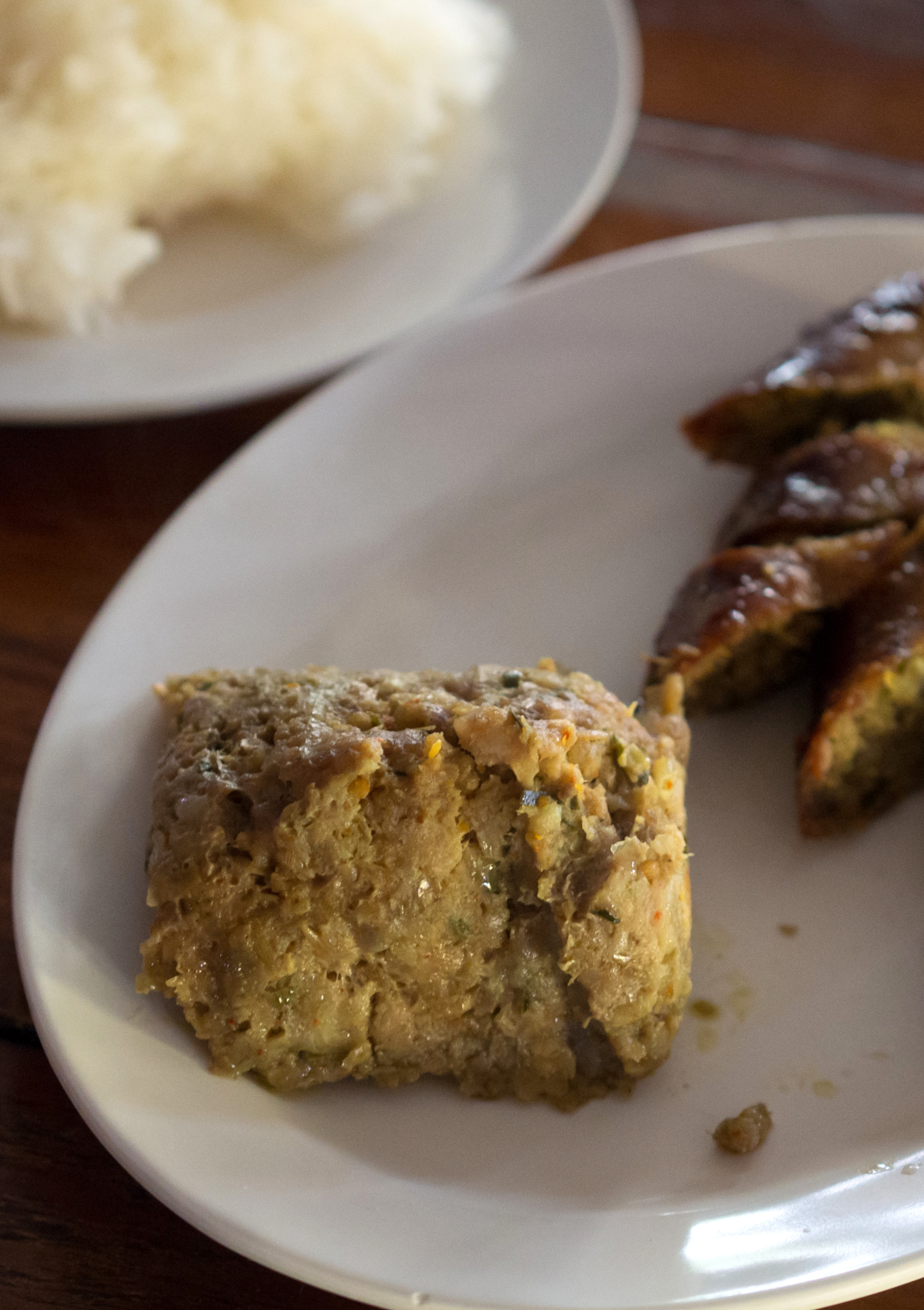
玉子と粗く刻んだ豚の脳をカレーペーストであえたもの

エッグズ・アンド・ブレインズ(Eggs 'n' brains)は、ブタ（もしくは他の哺乳類）の脳とスクランブルエッグで構成される朝食のひとつ 。
ポルトガルでは、オモレテ・デ・ミオレイラ(Omolete de Mioleira、脳のオムレツ)と呼ばれる。
オーストリアでは、Hirn mit Ei (子牛の脳と卵) として知られ、非常に一般的な料理であったが、近年人気が急激に低下した。
アメリカ合衆国では一般的に昼食に供されることが多いが、アメリカ中西部ではブレインズ・アンド・エッグズ(brains and eggs)と呼ばれ、朝食に供されることが多い 。